# Ганна (Альберта)
Ганна (англ. Hanna) — містечко в Канаді, у провінції Альберта, у складі спеціальної зони № 2.

## Населення
За даними перепису 2016 року, містечко нараховувало 2559 осіб, показавши скорочення на 4,3%, порівняно з 2011-м роком. Середня густина населення становила 290,6 осіб/км².
З офіційних мов обидвома одночасно володіли 45 жителів, тільки англійською — 2 450. Усього 125 осіб вважали рідною мовою не одну з офіційних.
Працездатне населення становило 1 380 осіб (66,2% усього населення), рівень безробіття — 4,7% (7,9% серед чоловіків та 1,6% серед жінок). 85,1% осіб були найманими працівниками, а 14,5% — самозайнятими.
Середній дохід на особу становив $50 701 (медіана $38 187), при цьому для чоловіків — $65 008, а для жінок $36 565 (медіани — $53 120 та $30 080 відповідно).
30,5% мешканців мали закінчену шкільну освіту, не мали закінченої шкільної освіти — 23,6%, 46,2% мали післяшкільну освіту, з яких 19,8% мали диплом бакалавра, або вищий.
| Статево-вікова структура населення | Статево-вікова структура населення | Статево-вікова структура населення | Статево-вікова структура населення | Статево-вікова структура населення |
| ---------------------------------- | ---------------------------------- | ---------------------------------- | ---------------------------------- | ---------------------------------- |
|                                    |                                    |                                    |                                    |                                    |
| Всього                             | Всього                             | 48,4%51,6%                         |                                    |                                    |
| 0 — 14 років                       | 0 — 14 років                       |                                    | 14,3%                              | 14,3%                              |
| 15 — 64 років                      | 15 — 64 років                      |                                    | 63,3%                              | 63,3%                              |
| 65 і більше                        | 65 і більше                        |                                    | 22,5%                              | 22,5%                              |
| 85 і більше                        | 85 і більше                        |                                    | 3,9%                               | 3,9%                               |
| Середній вік (років)               | Середній вік (років)               | 43,745,7                           | 44,7                               | 44,7                               |
| Медіана (років)                    | Медіана (років)                    | 45,847,7                           | 46,8                               | 46,8                               |
| — чоловіки — жінки                 |                                    |                                    |                                    |                                    |

| Походження мешканців:     | Походження мешканців:     | Походження мешканців: | Походження мешканців: | Походження мешканців: |
| ------------------------- | ------------------------- | --------------------- | --------------------- | --------------------- |
| Походження                |                           |                       | осіб                  | %                     |
| Корінні американці        | Корінні американці        |                       | 70                    | 2.74%                 |
| Інше північноамериканське | Інше північноамериканське |                       | 785                   | 30.68%                |
| Європейське               | Європейське               |                       | 1 935                 | 75.62%                |
| британське                | британське                |                       | 1 250                 | 48.85%                |
| французьке                | французьке                |                       | 175                   | 6.84%                 |
| українське                | українське                |                       | 130                   | 5.08%                 |
| Азійське                  | Азійське                  |                       | 175                   | 6.84%                 |
| Океанійське               | Океанійське               |                       | 20                    | 0.78%                 |

| Зайнятість населення за галузями (за класифікацією NOC): | Зайнятість населення за галузями (за класифікацією NOC): | Зайнятість населення за галузями (за класифікацією NOC): | Зайнятість населення за галузями (за класифікацією NOC): | Зайнятість населення за галузями (за класифікацією NOC): |
| -------------------------------------------------------- | -------------------------------------------------------- | -------------------------------------------------------- | -------------------------------------------------------- | -------------------------------------------------------- |
|                                                          |                                                          |                                                          |                                                          |                                                          |
| Управління                                               | Управління                                               |                                                          | 7,6%                                                     | 7,6%                                                     |
| Бізнес, фінанси та адміністрування                       | Бізнес, фінанси та адміністрування                       |                                                          | 10,5%                                                    | 10,5%                                                    |
| Природничі та прикладні науки                            | Природничі та прикладні науки                            |                                                          | 4,7%                                                     | 4,7%                                                     |
| Охорона здоров'я                                         | Охорона здоров'я                                         |                                                          | 9,1%                                                     | 9,1%                                                     |
| Освіта, правозахист, муніципальні та урядові служби      | Освіта, правозахист, муніципальні та урядові служби      |                                                          | 8,4%                                                     | 8,4%                                                     |
| Мистецтво, культура, відпочинок та спорт                 | Мистецтво, культура, відпочинок та спорт                 |                                                          | 0,7%                                                     | 0,7%                                                     |
| Роздрібна торгівля та послуги                            | Роздрібна торгівля та послуги                            |                                                          | 27,3%                                                    | 27,3%                                                    |
| Гуртова торгівля, транспорт та обладнання                | Гуртова торгівля, транспорт та обладнання                |                                                          | 21,1%                                                    | 21,1%                                                    |
| Природні ресурси, сільське господарство                  | Природні ресурси, сільське господарство                  |                                                          | 5,5%                                                     | 5,5%                                                     |
| Виробництво                                              | Виробництво                                              |                                                          | 5,5%                                                     | 5,5%                                                     |

## Клімат
Середня річна температура становить 3°C, середня максимальна – 22,8°C, а середня мінімальна – -20,6°C. Середня річна кількість опадів – 359 мм.
| Клімат поселення                              | Клімат поселення | Клімат поселення | Клімат поселення | Клімат поселення | Клімат поселення | Клімат поселення | Клімат поселення | Клімат поселення | Клімат поселення | Клімат поселення | Клімат поселення | Клімат поселення | Клімат поселення |
| Показник                                      | Січ.             | Лют.             | Бер.             | Квіт.            | Трав.            | Черв.            | Лип.             | Серп.            | Вер.             | Жовт.            | Лист.            | Груд.            |                  |
| Середній максимум, °C                         | −6,9             | −2,84            | 2,68             | 11,14            | 17,30            | 21,70            | 22,79            | 22,04            | 16,44            | 10,22            | 0,60             | −5,52            |                  |
| Середня температура, °C                       | −13,75           | −9,69            | −4,17            | 4,30             | 10,46            | 14,85            | 17,40            | 16,68            | 11,09            | 4,89             | −4,77            | −10,88           |                  |
| Середній мінімум, °C                          | −20,6            | −16,53           | −11,01           | −2,56            | 3,62             | 8,01             | 12,04            | 11,32            | 5,72             | −0,49            | −10,12           | −16,25           |                  |
| Норма опадів, мм                              | 15               | 11               | 18               | 22               | 37               | 67               | 62               | 46               | 40               | 14               | 13               | 14               |                  |
| Середньомісячна швидкість вітру, м/с          | 4.30             | 4.10             | 4.30             | 4.46             | 4.40             | 4.00             | 3.60             | 3.50             | 3.80             | 4.22             | 4.50             | 4.42             |                  |
| Середньомісячна сонячна радіація, кДж/м²·день | 4052             | 7555             | 12630            | 17505            | 21020            | 22243            | 22981            | 19436            | 13487            | 8286             | 4329             | 3096             |                  |
| --------------------------------------------- | ---------------- | ---------------- | ---------------- | ---------------- | ---------------- | ---------------- | ---------------- | ---------------- | ---------------- | ---------------- | ---------------- | ---------------- | ---------------- |
| Джерело:                                      |                  |                  |                  |                  |                  |                  |                  |                  |                  |                  |                  |                  |                  |